# Historia de nuestro cine
Historia de nuestro cine es un programa de televisión semanal de España que se emite los viernes a las 22:00h. en  Segunda Cadena de TVE. Hasta su décimo aniversario, en 2025, había emitido más de más de 1.500 películas españolas, desde los años 30 a inicios del siglo XXI. 
El espacio ha recibido la Medalla a la labor de promoción del cine en la 71.ª. edición (2016) de la entrega de Medallas del Círculo de Escritores Cinematográficos (CEC). Y un premio especial a la divulgación del cine español concedido, en su primera edición (2022), por la Cátedra FlixOlé de la Universidad Rey Juan Carlos .

## Formato
Se estrenó el 11 de mayo de 2015 como un programa cinematográfico diario, dirigido por Paco Quintanar (que también dirigía Cine de barrio) y presentado por Elena S. Sánchez, que emitía  grandes títulos del cine español desde los años 30 hasta los 90 del siglo XX. Recuperando muchas películas que no se habían emitido en muchos años en RTVE, 
Las películas se programaban en bloques temporales, los lunes década de los 30, los martes de los 50 y 60, los miércoles de los 70, los  jueves de los 80, y los viernes de los 90. Y las cinco  emitidas por semana tenían un nexo común  como hilo conductor (por ejemplo "Comedia", "Cine de terror", "Cine bélico"...). La primera semana se dedicó a largometrajes presentados en el Festival de Cannes, que  ese 11 de mayo abrió Bienvenido Mr. Marshall.
Antes de la proyección había una presentación de Elena S. Sánchez y uno de su equipo habitual de expertos (Fernando Méndez-Leite, el crítico Javier Ocaña, el director José Luis García Sánchez,, entre otros),  que abordaban aspectos argumentales, técnicos e históricos. Todo ilustrado con imágenes de archivo sobre el largometraje, el director y el año de estreno. El viernes incluía un coloquio final de 60 minutos moderado por Elena S. Sánchez con colaboradores fijos e invitados relacionados con el cine y las películas de esa  semana.

### Cambio a semanal
En octubre de 2018 y pasó a ser semanal, los viernes, con doble película y coloquio, al aproximarse la emisión de la película número 1.000 -prevista en marzo de 2019- fecha inicialmente programada para la finalización del programa. Dos películas que, en distintas épocas y de distintas formas, han abordado un tema común. Y entre una y otra se emite el coloquio.
Y en el 7 de enero de 2022, Elena S. Sánchez asumió la dirección, por la jubilación de Quintanar, y Sonia Sánchez Ferri, la subdirección. ampliando a cintas de inicios del siglo, también el equipo de colaboradores y la presencia del programa en festivales de cine como Málaga o San Sebastián.  
Habitualmente participan en la presentación y coloquio especialistas en audiovisual, cine, investigación y crítica cinematográfica tales como Javier Ocaña, Fernando Méndez-Leite, Carlos Aguilar, Andrea Morán, Andrea G. Bermejo, Carlos F. Heredero, Jordi Costa, Luis E. Parés, Luis Martínez, Elsa Fernández Santos, Javier Zurro o, Desirée de Fez..
El 15 de noviembre de 2019, el programa se hizo en el Museo del Prado con motivo de su bicentenario, con cine que ha hablado de la pinacoteca y sus obras, el documental Las cajas españolas (Alberto Porlan, 2004, sobre el traslado a Suiza de las obras de arte del Museo durante la Guerra Civil) y Goya, historia de una soledad (Nino Quevedo, 1971) Y el 14 de abril de 2023, repitió en ese Museo, por el Día Mundial del Arte (15 de abril) con  la emisión de Goya en Burdeos (1999, Carlos Saura) y Goyescas (Benito Perojo, 1942)  
El 20 de junio de 2025, emitió un especial coincidiendo con su décimo aniversario. Lo presentó la Reina Letizia, deseando "Larga vida al cine y a Historia de nuestro cine". Colaboraron en él, entre otros, José Sacristán, Carmen Machi, Carolina Yuste y Úrsula Corberó. 
Tres días después, se organizó una fiesta de aniversario en el Teatro Real de Madrid, con la presencia  entre otros, de Enrique Cerezo, Alejandro Amenábar, Pablo Berger, Elena Anaya, Nora Navas, Daniel Sánchez Arévalo, Luis Tosar, Silvia Abascal, José Luis Alcaine,  Montxo Armendáriz, Cecilia Bartolomé, Enrique López Lavigne, Hiba Abouk, Paula Ortiz, Paco Plaza.... 